# 월터 윌리엄 라우스 볼

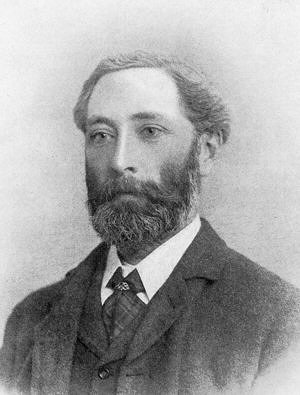
월터 윌리엄 라우스 볼

월터 윌리엄 라우스 볼(영어: Walter William Rouse Ball, 1850년 8월 14일~1925년 4월 4일)은 영국의 수학자, 변호사이다. 1878년부터 1905년까지 트리니티 칼리지에서 교수로 재직했으며, 아마추어 마술사로 활동하며 1919년 세계에서 가장 오래된 마술 단체인 펜타클 클럽을 설립하였다. 포포즈를 만들었다. 공교롭게도 본인은 4를 4개 사용하는 문제를 만들고 4월 4일에 사망했다.

## 같이 보기
- 마틴 가드너